# Hai Zi
Hai Zi (kinesiska: 海子), född 24 mars 1964 i Huaining, död 26 mars 1989 i Shanhaiguan, är författarnamnet på den kinesiska poeten Zha Haisheng (查海生). Han var en av de mest kända poeterna i Kina efter kulturrevolutionen. Han begick självmord i Shanhaiguan vid 25 års ålder.

## Biografi
Zha Haisheng föddes i en jordbruksfamilj i en liten by i Anhui-provinsen. Han tillbringade sin barndom på traditionella kinesiska landsbygdsområden när hela landet var inblandat i kulturrevolutionen. 1979 skrevs han in vid Pekings universitet vid 15 års ålder. Han började skriva dikter som student i början av 1980-talet. Efter examen arbetade han vid China University of Political Science and Law. Han skickade hela tiden sina egna dikter skrivna i en extremt tråkig livsmiljö till olika tidningar och förlag men blev knappast accepterad. Han förblev okänd för vanliga läsare fram till sin död.[källa behövs]
Hai Zi var fascinerad av tibetansk kultur och Qigong under sina sista år. Han avslutade sitt liv genom att lägga sig på tågrälsen inte långt från Shanhaiguan inte långt efter sin 25-årsdag. En påse med en bibel, en bok med utvalda berättelser av Joseph Conrad, Walden av Henry David Thoreau och Kon-Tiki av Thor Heyerdahl hittades bredvid hans kropp. Hans död betraktas nu som en viktig händelse i modern kinesisk litteratur och vissa tyder på att den symboliserar "uppoffringen av jordbrukscivilisationen". Inte långt efter hans död publicerades de flesta av hans verk av stora förlag i Kina och spreds snabbt över landet.

## Eftermäle
Hai Zi har blivit en av de mest citerade poeterna efter New Culture Movement. Hans mystiska liv och död är fortfarande ett viktigt ämne för kinesisk litteratur och samhälle. En kult av Hai Zi involverar unga människor från hela Kina sedan 1990-talet, även om han fortfarande inte är helt accepterad av äldre experter.
Hai Zis dikter har ett starkt inflytande på populärkulturen i Kina. Några av hans dikter har gjorts till sånger.
Hai Zis dikt Facing the Sea, with Spring Blossoms nämns flera gånger i Hong Kong-filmen McDull, Prince de la Bun.
Många kustnära platser i Kina anses vara den som beskrivs i dikten Facing the Sea, with Spring Blossoms. Men enligt viss forskning om poetens liv är stranden Xichong i Shenzhen den mest troliga platsen.

## Arbeten
Hai Zi skrev flera långa dikter, "köroperor" och otaliga korta dikter under sitt korta liv. Hans stil beskrivs allmänt som "anakronism". Många av hans korta dikter innehåller symboliska bilder som land, hav och vetefält och påminner om den antika kinesiska poeten Tao Yuanmings ideal.
Temat av nostalgi för bylivet i sin barndom och kärlek till naturen gör Hai Zi släkt med den ryska välkända poeten Sergei Yesenin. Hai Zi skrev själv en diktcykel "Poet Yesenin", där han direkt kallar sig "kinesisk Yesenin" som den reinkarnationsliknande, som har blivit en populär kliché i verk som ägnas åt poetens personlighet.
Hai Zi var också uppenbarligen influerad av västerländsk filosofi och konst, särskilt Nietzsche och Van Gogh. Den starka känslan av mystik i alla hans verk är förmodligen en av de viktigaste egenskaperna som gjorde honom till en unik figur inom kinesisk litteratur.
Några av hans dikter har översatts till engelska. En tvåspråkig bok med hans dikter Over Autumn Rooftops, översatt av Dan Murphy, publicerades 2010 av Host Publications. En tvåspråkig bok, Ripened Wheat: Selected Poems of Hai Zi, översatt av Ye Chun, släpptes av Bitter Oleander Press 2015. I Italien firade Del Vecchio Editore 30-årsdagen av Haizis död och publicerade, för första gången på italienska, ett urval av 80 dikter ("Un uomo felice", 2019) översatta av Francesco De Luca.

### Korta dikter
Hai Zis korta dikter är hans mest populära verk. Några av dem är nu klassiker av kinesisk litteratur från 1900-talet och citeras ofta.
- Asian Copper (《亚洲铜》)
- The Sun of Arles (《阿尔的太阳》)
- The Four Sisters (《四姐妹》)
- To the Night (《黑夜的献诗》)
- Facing the Sea, with Spring Blossoms (《面朝大海，春暖花开》)
- Motherland, or Dream as a Horse (《祖国，或以梦为马》)
- Spring, Ten Hai Zis (《春天，十个海子》)

### Långa dikter och andra verk
- Legend (《传说》)
- The River (《河流》)
- But Water, Water (《但是水、水》)
- Messiah (《弥赛亚》)
- Six Mysterious Stories (《神秘故事六篇》)

### Översatta utvalda dikter
- "Mute Back" översatt av Ye Chun
- "Dunhuang"
- "Poetry Book"
- "Song: Light Strikes the Ground"
- "Wind Cup: A Bouquet of Love Poems"
- "Thinking of a Past Life"